# Malasiqui
Malasiqui est une municipalité de la province de Pangasinan, aux Philippines.